# Feed Watcher
Feed Watcher（フィードウォッチャー）はカレット株式会社が提供するサービスの1つで、RSSフィードリーダー機能と「ウィジェット」と呼ばれる、メールチェッカーやオンラインストレージ等の機能を自由にページ内に配置できる、カスタマイズ可能なAjaxベースのホームページまたはポータルサイトである。同様のサービスとしては、iGoogle、My Yahoo!などがある。2016年9月13日に公開された。PC・スマートフォンに対応し、全ての機能を無料で利用することができる。

## 歴史
2016年6月、My Yahoo!のサービス終了が告知される。
My Yahoo!は2013年にサービス終了となったiGoogleの受け皿としても機能しており、iGoogle終了時にはデータの引越し機能なども提供していたが、そのMy Yahoo!の終了により、受け皿不在のまま、2016年9月29日サービス終了日が近づいていた。
Feed Watcher運営会社であるカレット株式会社の社員も、My Yahoo!・iGoogleのユーザーであり、その動向を見守っていたその中の1人であったが、後継サービスが一向に出てこない状況下で、自社で開発するしかないという結論となり、Feed Watcherの開発に至ったという。
My Yahoo!・iGoogleを正統進化させたサービスとして、My Yahoo!サービス終了日のおよそ2週間前となる2016年9月13日に公開された。

## 機能

### RSSフィードリーダー
自分の好きなRSSフィード（RSSまたはAtom形式）のURL（サイトのトップページURLの入力でもRSSの自動検索をする）を設定から追加すると、対象となるフィードの一覧が記載されたボックスが出現し、そのボックスは好きな位置にドラッグ・アンド・ドロップで配置することができる。フィードのボックス毎に表示件数やサムネイル表示などを設定することができる。

### ウィジェット
Feed Watcherのウィジェットは、My Yahoo!・iGoogleを使っていたユーザーに向けたものと、Feed Watcherオリジナルのものがある。設定から追加をすると、RSSフィード同様のボックスが出現し、各種機能をボックス内でカスタマイズしながら使用することができる。
- オンラインストレージ - 10MBまでのファイルをオンラインに保存
- メールチェッカー - Yahoo!メール・Gmail・Outlook.comのメールを表示
- 天気予報 - 最大7日までの設定地域の天気予報を表示
- メモ帳 - メモをオンラインに保存
- Twitter - 指定したIDのツイートを表示
- リンク集 - 登録したURLを表示するブックマーク
- クリップ - Feed Watcher内で気に入った記事をクリップ
- ヤフオク！ - ヤフオク！のウォッチリストや出品リストを表示
- 路線検索 - 乗換案内検索
- 今日は何の日？ - 各種記念日等を表示
- 人気記事ランキング - Feed Watcher内で多く読まれた記事をランキング形式で表示
- 時計＋検索バー - 日時と検索バーを表示

## メディア掲載
- 国産RSSリーダー「Feed Watcher」登場　「My Yahoo！・iGoogleをこよなく愛するユーザー向け」 (ITmedia)
- My Yahoo!の代わりになるRSSリーダー「Feed Watcher」レビュー (GIGAZINE)
- iGoogleのようにRSSフィードを自由に配置できるサイト「Feed Watcher」 (ライフハッカー)
- My Yahoo!風の国産RSSリーダー「Feed Watcher」 (インプレス：窓の杜)
- My Yahoo!難民に朗報―互換ツール「Feed Watcher」登場、ひっこし機能も (インターネットコム)
- 日々の情報収集に大活躍、日本語メニューで使いやすいRSSリーダー4選 (CNET Japan)